# Krystyna Gabryjelska
Krystyna Gabryjelska, née le 28 septembre 1941 à Międzylesie (Pologne), est une universitaire polonaise spécialisée en philologie romane. Son domaine privilégié de recherche est l'histoire de la littérature française au XVIIIe siècle.

## Biographie
Krystyna Gabryjelska est diplômée de l'université de Wrocław où elle a achevé ses études avec un diplôme de magister (correspondant au master actuel) en études françaises en 1965.
Elle a ensuite commencé dans la même université une carrière d'enseignant-chercheur au cours de laquelle elle a exercé de nombreuses hautes responsabilités académiques dont chef du département de littérature à l'Institut de philologie romane, directrice dudit institut (fonction qu'elle a reprise en 2008 à la suite de l'élection au poste de recteur de l'université de son concurrent le mathématicien Leszek Pacholski), doyenne de la faculté des lettres et vice-rectrice de l'université.
Elle a également exercé la tutelle de l'université sur les « collèges universitaires de formation des maîtres de langues étrangères » (NKJO) de la région, notamment à  Legnica et à Wrocław.

## Recherches et publications
Elle a soutenu sa thèse de doctorat portant sur Les théories littéraires de Louis-Sébastien Mercier en 1974. Elle a obtenu son habilitation en 1987 avec une thèse sur Les doctrines esthétiques et littéraires des articles de l'Encyclopédie de Diderot.

## Distinctions honorifiques
- chevalier des Palmes académiques (2014)[2]

### Principales publications
- Krystyna Gabryjelska, “La liberté au féminin. Les libertines au XVIIIe siècle”, in: La condition humaine dans la littérature française et francophone, études rassemblées et présentés par Krystyna Modrzejewska, Opole, Wydawnictwo Uniwersytetu Wrocławskiego, 2011, 187-194. - Bibliogr.
- Krystyna Gabryjelska, “Olympe de Gouges – samotna we wspólnej sprawie”, in: Motywy samotności i wspólnoty w dawnych literaturach romańskich (Średniowiecze – Oświecenie), pod red. naukowa Doroty Szeligi i Ewy Doroty Żółkiewskiej, Warszawa, Wydawnictwa Uniwersytetu Warszawskiego, 2010, 84-89. – Bibliogr.
- Krystyna Gabryjelska, “Le bruissement des voix dans une bataille littéraire. pour et contre dans l’évolution du genre romanesque au XVIIIe siècle”, in: Les mots pèlerins, réd. Elżbieta Biardzka, Wrocław, Wydawnictwo Uniwersytetu Wrocławskiego, 2009, 75-84 („Romanica Wratislaviensia”, LVI), (AUW nr 3129). – Bibliogr. – Résumé en anglais,  (ISSN 0557-2665) 2009
- Krystyna Gabryjelska, "Dziecko – ofiara dawnej Francji", in: Zgubić się i odznależć, Choroba ciała, ducha i umysłu, Ikoniczność w dawnych literaturach romańskich. Materiały pokonferencyjne z VIII Spotkania Specjalistów Dawnych Literatur Romańskich, Kraków, 3-5 grudnia 2005, pod red. Moniki Surmy-Gawłowskiej, Łask, Oficyna Wydawnicza Leksem, 2007, 147-153. Bibliogr. – Résumé en français, 2007
- Krystyna Gabryjelska, “Francuska opera komiczna w Polsce w XVIII wieku”, in: Mélanges de langue et de littérature offerts au Professeur Eugeniusz Ucherek, red. Elżbieta Biardzka, Wrocław, Wydawnictwo Uniwersytetu Wrocławskiego, 2006, 39-58 ("Romanica Wratislaviensia", LIII, (AUW nr 2848),  (ISSN 0557-2665) 2006
- Krystyna Gabryjelska, “Kobieta w korespondencji pani d’Epinay i księdza Galiani”, in: Głos kobiecy, głos męski. Obcy w dawnych literaturach romańskich, red. Maja Pawłowska, Wrocław, Dolnośląskie Wydawnictwo Edukacyjne, 2004, 243-249. 2004
- Krystyna Gabryjelska, “Dobro i zło, czyli człowiecza dola”, in: Werte und Wertungen. Sprach-, literatur- und kulturwissenschaftliche Skizzen und Stellungnahmen. Festschrift für Eugeniusz Tomiczek zum 60. Geburtstag, red. Iwona Bartoszewicz, Marek Hałub, Alina Jurasz, Wrocław, Oficyna Wydawnicza ATUT – Wrocławskie Wydawnictwo Oświatowe, 2004, 500-503. 2004
- Krystyna Gabryjelska, „Eröffnungsrede der Prorektorin für Bildung der Universität Wrocław Prof.Dr Krystyna Gabryjelska”, in: Memoriał Silesiae: Leben Und Tod, Kriegserlebnis und Friedenssehnsucht in der literarischen Kultur des Barok: zum Gedenken an Marian Szyrocki (1928-1992), hrsg. Mirosław Czarnecka, Jolanta Szafarz et al., Wrocław 2003, s. 9-10 (AUW ; nr 2504) 2003
- Krystyna Gabryjelska, “Quelques informations sur la situation de la femme sous l’Ancien Régime”, in: La femme dans la littérature française – symbole et réalité, Opole, Wyd. Uniwersytetu Opolskiego, 1999
- Krystyna Gabryjelska, „Bildung der Frauen in der Zeit des Ancien Régime”, in: Die Bilder der „neuen Frau” in der Moderne und den Modernisierungprozessen des 20. Jahrhunderts, Wrocław, 1998
- Krystyna Gabryjelska, “Les limites de la littérature dans les articles de l’Encyclopédie de Diderot”, in: Problèmes de terminologie littéraire, Wrocław, Paris, Wydawnictwo Uniwersytetu Wrocławskiego ; Librairie-Éditions A.G. Nizet, 1988, 67-73 (“Romanica Wratislaviensia” XXXI),  (ISSN 0557-2665) 1988
- Krystyna Gabryjelska, “Voltaire – la vision du passé littéraire”, Romanica Wratislaviensia, XXVII, 1987, 177-186.,  (ISSN 0557-2665) 1987
- Krystyna Gabryjelska, “Doktryny literackie i estetyczne w hasłach "Encyklopedii" Diderota”, Wrocław : Wydawnictwa Uniwersytetu Wrocławskiego, 1986, 230 p. ; 24 cm Acta Universitatis wratislaviensis AUW 685 ; (“Romanica wratislaviensia” XXI), Résumé en français. - Bibliogr. p. 211-218  (ISSN 0557-2665), 1986